# Alex Parker
Pour l’article homonyme, voir Parker.
Cet article concerne le footballeur. Pour l'astronome, voir Alex H. Parker.
Alex Parker, né le 2 août 1935 à Irvine (Écosse) et décédé le 7 janvier 2010, est un footballeur écossais, qui évoluait au poste d'arrière latéral à Everton et en équipe d'Écosse. 
Parker n'a marqué aucun but lors de ses quinze sélections avec l'équipe d'Écosse entre 1955 et 1958.

## Carrière
- 1952-1958 : Falkirk
- 1958-1965 : Everton
- 1965-1968 : Southport
- 1968-1969 : Ballymena United
- 1970 : Drumcondra

## Palmarès

### En équipe nationale
- 15 sélections et 0 but avec l'équipe d'Écosse entre 1955 et 1958.

### Avec Falkirk
- Vainqueur de la Coupe d'Écosse de football en 1957.

### Avec Everton
- Vainqueur du Championnat d'Angleterre de football en 1963.